# Mustela haidarum
Mustela haidarum is een zoogdier uit de familie van de marterachtigen (Mustelidae). De wetenschappelijke naam van de soort werd voor het eerst geldig gepubliceerd door Preble in 1898. De soort werd in 2021 afgesplitst van de hermelijn (Mustela erminea).

## Voorkomen
De soort komt voor in het gematigd regenwoud van de eilanden Haida Gwaii en de eilanden in de Alexanderarchipel.